# Lê Đức Tụ
Lê Đức Tụ (sinh 1944) là một Thiếu tướng Quân đội nhân dân Việt Nam. nguyên Chánh án Tòa án Quân sự Trung ương, Phó Chánh án Tòa án nhân dân tối cao. Ông cũng là một đại biểu Quốc hội Việt Nam khóa X, thuộc đoàn đại biểu Lai Châu.

## Thân thế và sự nghiệp
Ông sinh ngày 19 tháng 3 năm 1944 tại Xã Tàm Xá, huyện Đông Anh, TP Hà Nội
Năm 1995, bổ nhiệm giữ chức Chánh án Tòa án Quân sự Trung ương, Phó Chánh án Tòa án nhân dân tối cao.
Năm 2006, ông nghỉ hưu.
Thiếu tướng (2000)